# Lemmy (Soziales Netzwerk)
Lemmy ist eine freie Open-Source-Software zum Betreiben selbstgehosteter sozialer Nachrichtenaggregatoren und Diskussionsforen. Diese als „Instanzen“ bezeichneten Server kommunizieren untereinander über das ActivityPub-Protokoll.

## Geschichte
Lemmy wurde im Februar 2019 vom Benutzer Dessalines auf GitHub erstellt und unter der Affero General Public License veröffentlicht.
In einem Beitrag aus dem Jahr 2020 schrieb Dessalines, Mitschöpfer von Lemmy, über den Ursprung des Namens Lemmy.
„Das Projekt war lange Zeit namenlos, aber ich wollte der Fediverse-Tradition treu bleiben, Projekte nach Tieren zu benennen. Ich habe das Retro Spiel Lemmings gespielt, und Lemmy (von Motörhead) war in dieser Woche verstorben, wir haben dann ein paar Umfragen zum Namen gemacht und ich habe mich letztendlich für den Namen Lemmy entschieden.“
Laut der Fediverse-Statistik-Website the-federation.info gab es vor Juni 2023 weniger als 100 Instanzen von Lemmy. Bis zum 27. Juli 2023 gab es dann einen Anstieg auf 1521 Instanzen von Lemmy mit insgesamt 66.000 monatlich aktiven Nutzern. Die beliebtesten Instanzen waren damals lemmy.world und lemmy.ml mit jeweils 27.000 bzw. 4.000 monatlich aktiven Nutzern.

## Beschreibung
Lemmy besteht aus einem Netzwerk einzelner Server der Lemmy-Software, sogenannten „Instanzen“, die untereinander kommunizieren können. Dies weicht von der zentralisierten Struktur anderer Social-Media-Plattformen ab. Die Plattform wird als föderierte und dezentrale Alternative zu Reddit beschrieben.
Benutzer einzelner Instanzen posten Beiträge mit Links, Texten oder Bildern auf von Benutzern erstellten Foren, die als „Communities“ bezeichnet werden. Die Diskussion erfolgt in Form von Thread-Kommentaren. Beiträge und Kommentare können positiv (upvote) oder negativ (downvote) bewertet werden, allerdings kann die Möglichkeit zur negativen Bewertung von den Administratoren jeder Instanz deaktiviert werden.
Communities sind für jede Instanz lokal, Benutzer können jedoch über Instanzen hinweg Communities abonnieren, Beiträge erstellen und Kommentare hinterlassen. Die Moderation wird von den Administratoren jeder Instanz und den Moderatoren bestimmter Communities durchgeführt. Community-Namen beginnen mit c/ in der URL (z. B. lemmy.ml/c/simpleliving) und sind im Format !community@instance eindeutig erwähnbar.
In jedem Fall präsentiert eine Startseite dem Benutzer beliebte Beiträge aus mehreren Communities. Diese Beiträge können dann nach Herkunft gefiltert werden: Beiträge von der Instanz, auf der sich der Benutzer befindet, oder von allen Verbundinstanzen. Es kann auch eingestellt werden, dass nur Beiträge von Communities angezeigt werden, die der Benutzer abonniert hat.
Lemmy-Instanzen werden grundsätzlich durch Spenden unterstützt.

## Beziehungen zu anderen sozialen Netzwerken
ActivityPub ist das Protokoll, das Lemmy-Instanzen den Betrieb als föderiertes soziales Netzwerk ermöglicht. Dies ermöglicht Benutzern die Interaktion mit kompatiblen Plattformen wie Kbin und Mastodon.
Im Juni 2023, nach der Ankündigung von Reddit-API-Dienständerungen, die die Nutzung von Reddit-Clients von Drittanbietern reduzieren sollen, diskutierten Community-Mitglieder über einen Wechsel zu Lemmy und anderen Reddit-Konkurrenten. Reddit hat einen Benutzer gesperrt, weil er zusammen mit der gesamten „/r/LemmyMigration“-Community für den Wechsel zu Lemmy geworben hatte, was zu einem Streisand-Effekt führte, nachdem sie auf Websites wie Hacker News Aufmerksamkeit erregte. Die Sperrung wurde einen Tag später aufgehoben.

## Drittanbietersoftware
Prominente Reddit-Drittanbieter-Clients wie Sync, Slide und Boost, die aufgrund von Preisänderungen der Reddit-API geschlossen wurden, begannen mit der Arbeit an Lemmy-Clients, mit einem späteren Relaunch als Sync for Lemmy, Slide for Lemmy und Boost for Lemmy. Seit dem Anstieg von Lemmys Benutzerzahlen nach den Änderungen des Reddit-API-Dienstes wurden mehrere andere Apps und Browser-Clients entwickelt.